# ノース・ウイスト島

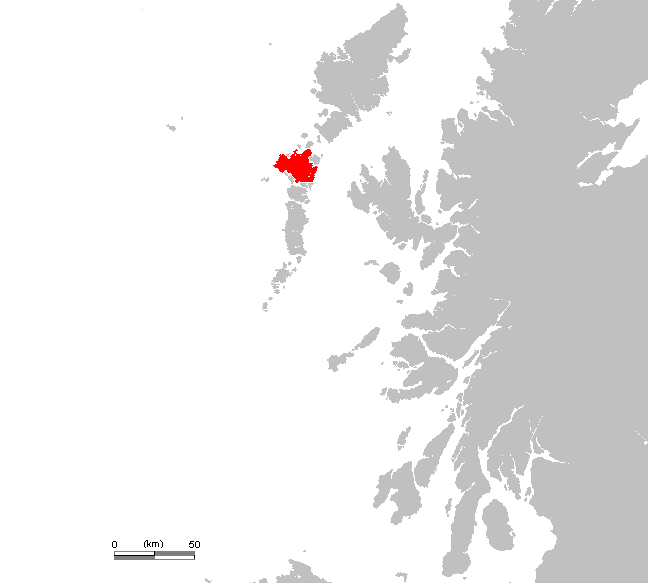
ノース・ウイスト島の位置

ノース・ウイスト島 （North Uist、スコットランド・ゲール語:Uibhist a Tuath）は、イギリス北西部、ヘブリディーズ諸島の島。島全体の人口は、1271人（2001年）。北はハリス島（ルイス島）、南はサウス・ウイスト島である。漁港のあるロクマディが行政の中心地である。

## 概要
全体的に平坦なピート（泥炭）の土壌であり、低い丘が点在する。また無数の湖沼が点在している。
古ノース人が定住後に、スコットランド本土からやってきた氏族（クラン）が島を領有した。15世紀から島全体がマクドナルド家の私有地であった。18世紀には、スコットランド全体がそうであったように、大規模なカナダへの移住が行われ、ほぼ5,000人いたというノース・ウイストから1300人あまりが移住していった。19世紀に入って所有権が売りに出された。現在、グランヴィル伯爵家が、ノース・ウイスト・トラストを通じて所有している。
島にマッハ、湖沼、淡水湿地、フェン、塩性湿地が多く、ハマシギ、ハジロコチドリなどの繁殖地とカオジロガン、ハジロコチドリ、キョウジョシギなどの越冬地である。ハリス海峡にある3つの離島（パッベイ島、ボレレイ島とバーナレイ島）を含む北海岸と西海岸の一部および北東部のフィヨルド状のロッホ・アン・ドゥイン地域はラムサール条約登録地である。